# Panzer VI Tiger II
Тигр ІІ (нім. Panzerkampfwagen VI Ausf B Tiger II; Sd Kfz 182) — німецький важкий танк завершального періоду Другої світової війни. Став спадкоємцем танка Tiger I. Серійно вироблявся з березня 1944 й до капітуляції Німеччини у Другій світовій війні. Загалом випущено 489 одиниць.
Також відомий під неофіційною назвою «Königstiger», яка використовувалась німецькими підрозділами та відомствами. Це слово німецькою означає бенгальського тигра, однак є усталеним його хибний буквальний переклад «Королівський тигр» (американські автори називають його «King Tiger», а британські — «Royal Tiger»).

## Історія створення
Восени 1942 року Нацистська Німеччина почала розробку нового важкого танка, який повинен був замінити Tiger I. Влада доручила розробку танка двом фірмам — Henschel-Werke та Porsche. Порше створив два проєкти, засновані на попередньому прототипі VK4501(P), та отримали позначення VK4502(P). Перший прототип назвали Typ 180 (Turm Vorne Ausf A, В), башта розташовувалась по центру корпусу. А другий прототип отримав назву Typ 181(Turm Hinten Ausf A, В,С), в ньому башта була розташована ззаду корпусу. Обидва прототипи були створені на однаковій ходовій.
Henschel розробив свій прототип набагато швидше (через використання багатьох компонентів від Panzer V Panther), він і був прийнятий у виробництво. VK4503 (H) зовсім відрізнявся від Tiger I і був, скоріше, схожий на збільшену «Пантеру», тим більше, що у них було багато спільних (однакових) компонентів. 20 жовтня 1943 дерев'яний макет Tiger II був представлений Адольфу Гітлеру в маленькому містечку на Сході Пруссії. Підготовка до виробництва почалася на заводі Henschel в Касселі в грудні 1943 року. Було зібрано 3 прототипи, і з січня 1944 року почалося серійне виробництво танка.

## Серійне виробництво
З фірмою Henschel спочатку був укладений контракт на виробництво трьох дослідних екземплярів, а потім в жовтні 1942 року — на поставку ще 176 танків. Перший дослідний екземпляр V1 зійшов з конвеєра в жовтні 1943 року, а перші серійні танки були випущені в січні 1944, і в червні цього року почали надходити в танкові батальйони. Виробництво танків постійно затримувалося в зв'язку з союзницькими бомбардуваннями або браком матеріалів, так що до закінчення виробництва у березні 1945 року було випущено, за різними оцінками, від 479 до 489 «Тигрів II». Тим не менш, на заводах Хеншель вдалося досягти досить високого для такої машини темпу збірки — так, на піку виробництва, на збiрку «Королівського тигра» від початку і до кінця йшло 15 днів.
| Графік виробництва «Тигрів II» |      |      |      |      |      |      |      |      |      |      |      |      |      |      |      |      |        |
| Рік / місяць                   | 1943 | 1944 | 1944 | 1944 | 1944 | 1944 | 1944 | 1944 | 1944 | 1944 | 1944 | 1944 | 1944 | 1945 | 1945 | 1945 | Всього |
| Рік / місяць                   | 12   | 1    | 2    | 3    | 4    | 5    | 6    | 7    | 8    | 9    | 10   | 11   | 12   | 1    | 2    | 3    | Всього |
| Число танків                   | 2    | 3    | 5    | 6    | 6    | 15   | 32   | 45   | 84   | 73   | 26   | 22   | 60   | 40   | 42   | 18   | 479    |

У процесі серійного виробництва конструкція танка незначно модифікувалася. Зміни стосувалися головним чином установки кілька удосконаленого варіанту гармати KwK 43 L/71, гармати KwK 43/III того ж калібру і схожих характеристик, але більш технологічною у виробництві і мала ствол, що складався з двох частин. Крім того, гармата мала злегка видозмінену маску. Також був присутній ряд дрібних удосконалень бронювання силового відділення. Крім того, танки відрізнялися один від одного способом кріплення ЗІП на надгусеничних полицях.
До моменту окупації Касселя і припинення роботи заводу «Хеншель і син АГ», в різній мірі готовності перебували ще кілька удосконалень для «Тигра II».
Безпосередньо перед окупацією в стадії розробки на фірмі знаходився проєкт вдосконаленої системи рульового управління, яка, при збереженні всіх базових характеристик, дозволила б істотно спростити виробництво, а крім того, добитися значного збільшення крутного моменту. Необхідність у такому удосконаленні була продиктована появою нового двигуна «Майбах» об'ємом 23 л і потужністю близько 1000 к. с., який планувалося використовувати на «Тигрі II».
Також робилися спроби адаптувати для танка різні двигуни інших фірм, зокрема, Argus, Steyr-Daimler-Puch і Klöckner-Humboldt-Deutz. Argus представив двигун Н-подібної форми, Steyr-Daimler-Puch — V-подібної, а Klöckner-Humboldt-Deutz запропонувала використовувати дизель. Фірма BMW також представила свій варіант силової установки, так званий «БМВ-зіркоподібний», проте його використання виявилося неможливим унаслідок браку місця в моторному відсіку. З грудня 1944 року розпочався другий етап роботи над проєктом переоснащення «Тигра II» іншим двигуном, який тривав аж до окупації і не встиг дати реальних результатів.
Також в 1943 році були розпочаті роботи по розробці проєкту нової гідравлічної трансмісії для «Королівського тигра», також не вийшли із стадії дослідних конструкцій.

## Конструкція

### Корпус

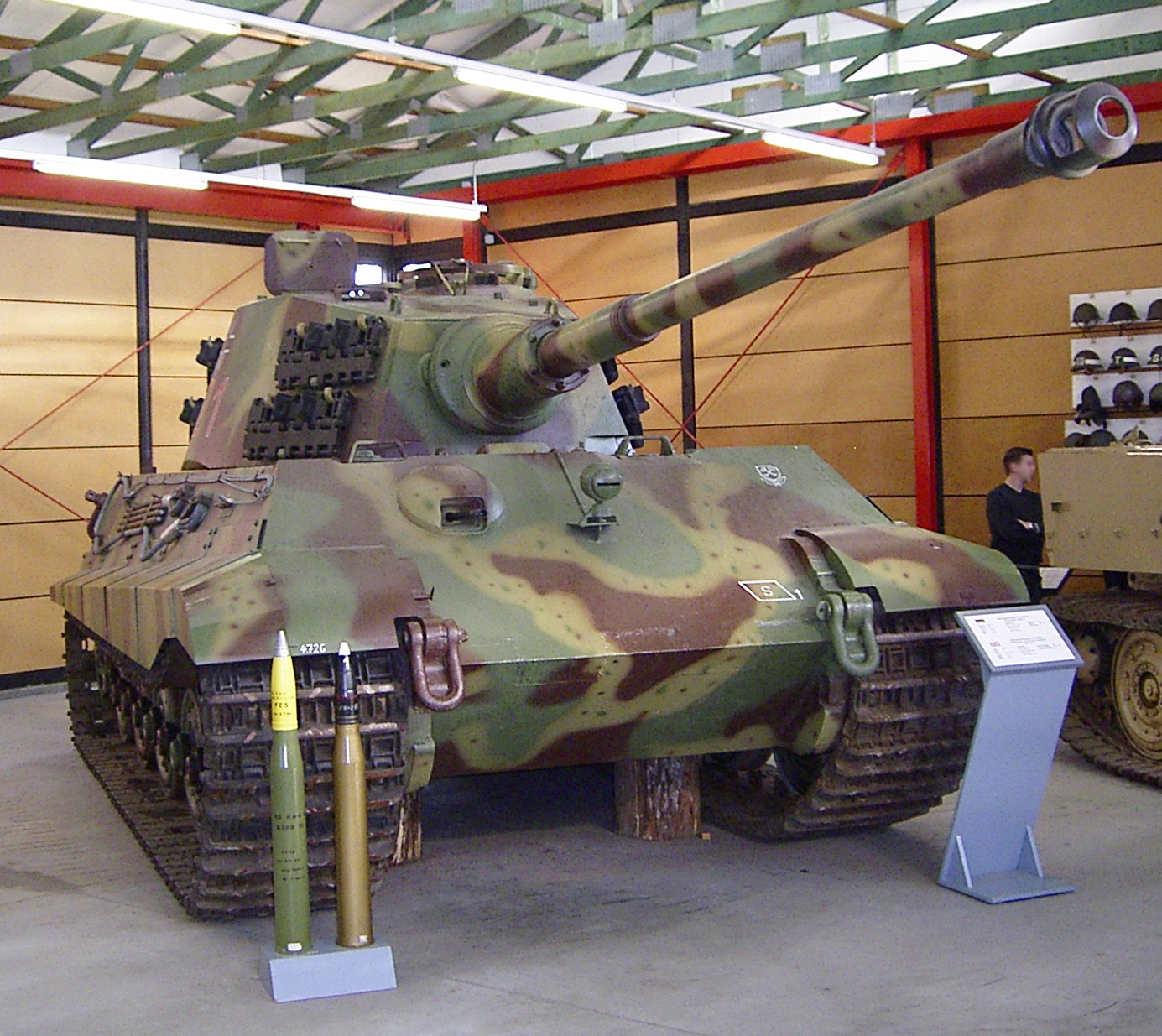

Корпус був зварений з сталевих хромо-молібденових загартованих та цементованих плит. Снаряд 6-фунтової гармати М1 калібром 57 мм теоретично міг пробити тільки бортову броню башти танку, і те спеціальним (підкаліберним) снарядом, але на практиці такого не відбувалося.

### Шасі
У танків «Тигр II» шасі складалося з дев'яти здвоєних суцільнометалевих опорних котків розміром 800×95 мм. Напрямні колеса (лінивці), діаметром 650 мм разом з механізмом натягу гусениці знаходилися в кормовій частині корпусу, а ведучі колеса (діаметр 870 мм у) були попереду. Опорні котки мали незалежну торсійну підвіску. На «Тигрі ІІ» 18 торсіонів, діаметром 60-63 мм (голівка 90 мм). Довжина торсіонів 1960 мм.
На танках «Тигр II» застосовували гусениці Kgs 73/660/52](транспортні) та Kgs 73/800/52](бойові). Ширина гусениць — 660 і 800 мм. Ланки гусениць відливали з марганцевої сталі. На гусениці можна було встановлювати протибуксувальні зуби.
Треба сказати, що незважаючи на загальне збільшення ваги машини і зниження питомої потужності двигуна (у порівнянні з «Тигром I»), завдяки конструкції ходової частини прохідність «Королівського тигра» на пересіченій місцевості вдалося утримати на цілком прийнятному рівні. Зокрема, завдяки застосуванню широких гусениць питомий тиск на ґрунт у порівнянні з «Тигром I» навіть знизився з 1,09 до 1,06 кг/см².. Танк міг долати підйоми крутизною до 35°, рови шириною до 2,5 м і вертикальні стінки висотою до 0,85 м. Глибина броду, подоланого без попередньої підготовки, становила 1,6 м. Правда, оперативна рухливість танків залишалася невисокою. Чималу роль у цьому відігравала необхідність міняти гусениці при перекиданні танків по залізниці, а подолання водних перешкод аж до кінця війни залишалося важкою задачею.

### Башта

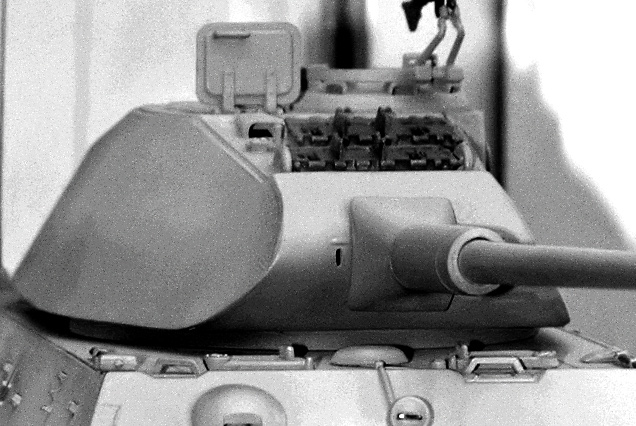
Башта за проєктом Порше

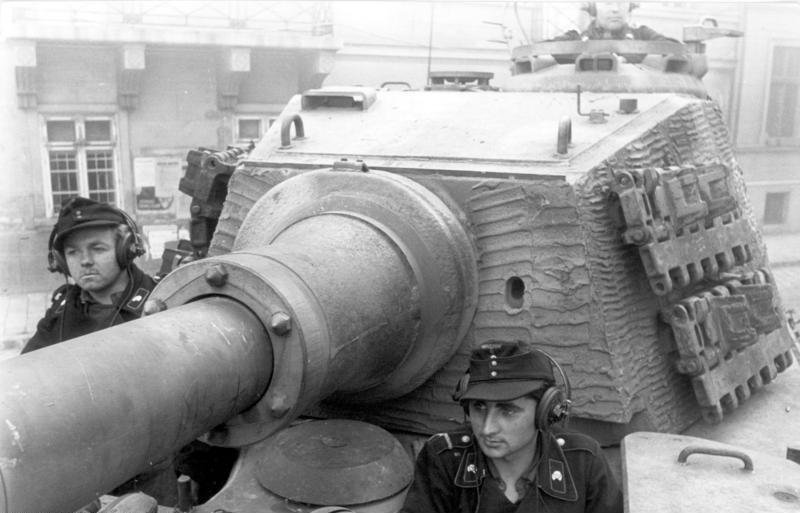
Башта за проєктом Хеншеля

Перші 50 Королівських тигрів обладнувались баштою за проєктом Порше, а подальші танки баштою Хеншеля. Башта Хеншеля отримала відкидну командирську башту замість барабаноподібної на башті Porsche і маску гармати «Saukopf». Башта Хеншеля також була відома як башта Krupp — Serien Turm. Башта Porsche важила на 500 кг менше башти Henschel. Башта могла повертатися навколо своєї осі за 19 — 77 секунд, в залежності від обертів двигуна, який постачав енергією в електромотори башти (при 2000 оборотах на хвилину — повний оборот башти здійснювався за 19 сек). Можна було обертати башту і з допомогою ручного приводу, розташованого біля місця навідника (повний поворот башти — 704 оберти ручки приводу) та біля місця заряджаючого.

### Двигун
На танки PzKpfw VI (Sd Kfz 181) «Тигр» Ausf. H1 (Е) встановлювали двигун Майбах HL210P30 (танки 250001-250250]) або Майбах HL230P45 (починаючи з танка 250251), його ж встановлювали і на «Тигр II». Вентилятори споживали — 37 кВт/50 к.с. (29 кВт/40 к.с.) .- З двигуном вентилятори з'єднувалися через конічну шестірню. На кожному вентиляторі було по два повітряні фільтра. І окрім цього, на броні силового відділення розташовувалися вентиляційні отвори, закриті сіткою. На «Тиграх II» ці отвори були додатково захищені бронеплитами.
Мотори Майбах HL210P45 і HL230P45 мали по чотири карбюратора Солекс 52 FF J І D, a HL230P30 — один карбюратор Бош PZ 12. Паливо — етилований бензин OZ 74 октанове число 74 — поміщалося в чотирьох паливних баках загальною ємністю 534 л («Тигр I») або в шести баках (85 +145 +145 +80 +65 +170) 690 л («Тигр II»). Витрата палива (л/100 км): по шосе — 500 .. 650, а по перетятій місцевості 900—1000]. паливо в двигун подавали чотири паливних насоса Солекс і ручний насос. Мастило двигуна — звичайне масло Motorenol der Wehrmacht. Для зміни мастила необхідно було 32 л, а при сухому двигуні — 42 л. Масляний насос відбирав потужність у двигуна. Обертовий момент від двигуна передавали два карданних вали. Від одного з цих валів працював привід башти (4 кВт).

### Гармата
Tiger II озброювався 88-мм гарматою, довжиною 71 калібр і трьома кулеметами MG 34/42. Tiger II міг підбити танки Sherman, Cromwell, Т-34 з відстані 3500 метрів. В кінці 1944 року фірма Крупп АГ розпочала роботу над переозброєнням танка «Тигр II» 105-мм гарматою 10.5 cm KwK L/68. Танки з баштою Порше мали додаткове обладнання для подолання водних перешкод по дну.

## Мобільність
Мобільності танку сильно не вистачало, це було спричинене його високою масою. По бездоріжжю швидкість різко падала, а використання палива стало великою проблемою, адже танк використовував 500 л бензину на 100 км, а постачати на фронт таку кількість бензину тільки для одного типу танків було дуже проблематично.

## Зміни в процесі виробництва
У процесі серійного виробництва танк зазнав сильних модифікацій. Зміни торкнулися озброєння танка (застосовували модифіковану 88-мм гармату 8.8 cm KwK 43/111 зі зміненою маскою) і дрібних поліпшень конструкції бронювання, та силового відділення. Прототипи і декілька перших серійних машин обладнали двооб'єктивними прицілами TZF 9Ь, пізніше стали застосовувати Однооб'єктивний приціл TZF 9d / 1. Був модифікований також буксирний гак. У 1944 році велика кількість танків, які використовуються на Західному фронті, отримала додаткове бронювання силового відділення, що захищало чутливі частини двигуна (особливо повітрозабірники). Крім того, танки відрізнялися один від одного розташуванням на броні додаткового обладнання та запчастин. У башті Порше товщина лобової броні — 107 мм, броня бортів і корми — 80 мм, а дах — 40 мм. У башті Хеншеля товщина лобової броні — 180 мм, борти й корма — 80 мм, дах — 40 (42) мм. Танк з баштою Хеншель важив 68000 кг, а з баштою Порше — 67500 кг.

## Бронетехніка на базі

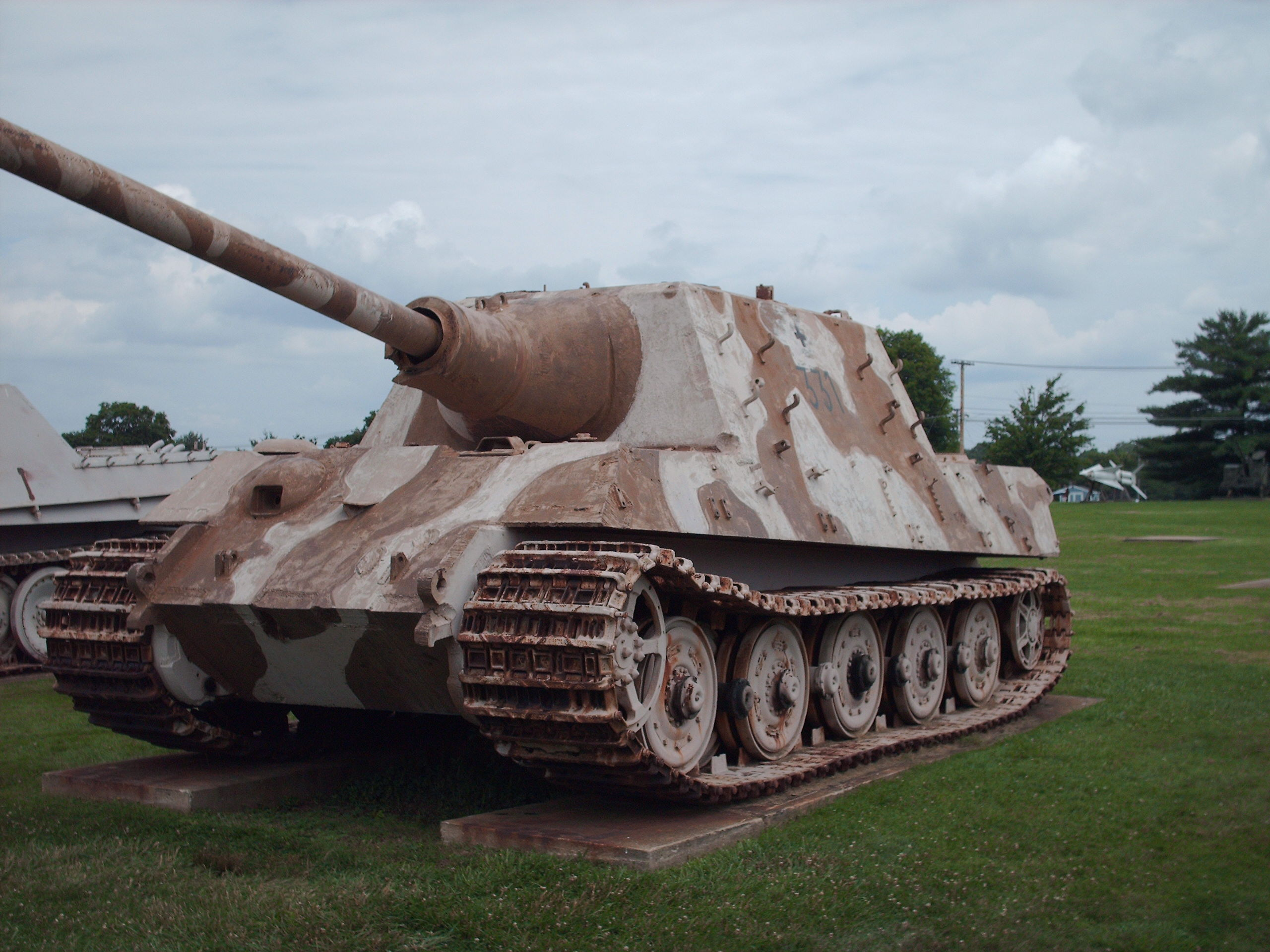
Винищувач танків JagdTiger

- «Jagdtiger» («Яґдтигр») — винищувач танків. За бойової маси у 75 тонн «Яґдтигр став» найважчою бронемашиною, яка серійно випускалась у світі. Створювався на подовженому шасі танка «Тигра ІІ». На «Яґдтигр» встановлювали 128 мм гармату РаК 44.

## Зразки, збережені до наших днів
Збережені до наших днів танки «Тигр II» знаходяться в таких місцях, як:
- Музей в Сомюрі (Франція),
- Королівський танковий музей в Бовінгтоні (Велика Британія),
- Польова військова школа під Мюнстером (Німеччина),
- Королівський військовий коледж в Шрівенхемі (Велика Британія),
- Музей м. Абердин, Меріленд (США);
- Бронетанковий музей в місті Кубинка (Росія)

## Використання у відеоіграх
Присутній у ланці розвитку німецьких танків World of Tanks та War Thunder, один із доступних важких танків Вермахту в Company of Heroes 2.